# Анаксібія
Анаксібія (дав.-гр. Ἀναξίβια; також — Анассібія) — різні персонажі давньогрецької міфології:
- Анаксібія — сестра Агамемнона і Менелая, дружина фокідського царя Строфія, мати Пілада, тітка Ореста. Після загибелі Агамемнона вона і її чоловік прихистили в себе Ореста, який ріс разом з їхнім сином.
- Анаксібія — дочка Біанта і Перо. У шлюбі з царем Іолка Пелієм народила Акаста і чотирьох дочок: Алкесту, Пейсідіку, Пелопію і Гіппотою. Також можливо, що дружиною Пелія була Алфесібея або Філомаха.
- Анаксібія — дружина Нестора.
- Анаксібія — німфа, яку вбили Аполлон і Артеміда.